# Fanfare
|  | No s'ha de confondre amb la pel·lícula francesa En fanfare. |

Fanfare (la xaranga) és una comèdia neerlandesa de 1958 dirigida per Bert Haanstra. La pel·lícula va participar en el Festival de Cannes de 1959 i en el 1r Festival de cinema Internacional de Moscou.

## Repartiment
- Hans Kaart com Geursen
- Bernhard Droog com Krijns
- Ineke Brinkman com Marije
- Wim Van den Heuvel com Douwe
- Andrea Domburg com Lies
- Albert Mol com Schalm
- Henk Van Buuren com Valentijn
- Herbert Joeks com Koendering
- Johan Valk com Van Ogten
- Tona Lutz com Altena
- Riek Schagen Com Aaltje
- Sara Heyblom com Leidster van vereniging
- Dio Huysmans Com Zwaansdijk